# Antoon Krings
Pour les articles homonymes, voir Krings.
Antoon Krings est un écrivain et illustrateur français né à Fourmies (Nord) en 1962, créateur de la série d'albums de jeunesse  les Drôles de petites bêtes.

## Biographie
Antoon Krings est né à Fourmies  en 1962, d'un père belge et d'une mère française. Il a grandi à Douai. 
Après des études d’arts graphiques à l’École Penninghen, il commence sa carrière dans le secteur de la mode et du textile, avant de se lancer dans l’écriture et l’illustration. Il signe alors ses premiers albums à l’École des Loisirs, où il crée le personnage de Norbert, qui est acheté par Hyperion, la maison d’édition de Disney. En 1993, il rencontre Colline Faure-Poirée, son éditrice chez Gallimard Jeunesse Giboulées. Il y crée « Pickpocket » : les aventures de Fennec le futé (Mention spéciale du Prix Graphique, à Bologne)[réf. nécessaire], qui sont adaptées en série animée par Ellipsanime. Puis c’est le personnage de Mireille l’abeille qui prend forme sous son crayon, avec ses deux amis : Léon le bourdon et Siméon le papillon.  
Ainsi commence les Drôles de Petites Bêtes en 1995. Traduite en une vingtaine de langues, la collection (71 albums à ce jour[Quand ?]) est citée en 2009 dans l’ouvrage de référence sur la littérature jeunesse : 1001 Children’s Books You Must Read before You Grow up, et souvent primée — mais c’est le prix Michel Tournier Jeunesse 2016, dont le jury est composé d’enfants lecteurs, qui impressionne surtout Antoon Krings[réf. nécessaire]. 
En 2013, il crée la collection Lou P’tit Loup, un personnage dans la forêt, aux confins du jardin des Drôles de Petites Bêtes. Celles-ci se déclinent sous de multiples supports et font l'objet d'une adaptation sur grand écran, en décembre 2017, dans un film coréalisé par Arnaud Bouron et Antoon Krings. Il est aussi l'auteur avec Hervé & Olivier Pérouze d'une série : Apollon le grillon et les drôles de petites bêtes, produite en 2018 et réalisée par Augusto Zanovello. Cette série télévisée, destinée aux plus jeunes, est diffusée sur France 5.

## Publications
- À l'eau ! Les mots (Gallimard jeunesse, 2003)
- Zaza au bain (École des Loisirs, Coll Lutin poche, 1998)
- Omar, prince de la lune et des étoiles filantes (École des Loisirs, 1997)
- Rosie à la ferme (École des Loisirs, Coll Lutin poche, 1997)
- Le Petit Frère de Zaza (École )
- Les drôles de petites bêtes, 1994
- Le Diablotin (École des Loisirs, 1994)
- Rosie au cirque (École des Loisirs, 1993
- Jean-Loup (École des Loisirs, 1992)
- Nickel (École des Loisirs, 1992)
- Zaza au supermarché (École des Loisirs, 1992)
- Amédée (École des Loisirs, Coll Lutin poche, 1991)
- Norbert fait du vélo (1990)
- Norbert aime les fraises (1993)
- La Piscine de Norbert (Coll Lutin poche, 1993)
- Norbert dans la neige (1994)
- Le chat de Norbert (1996)
- Norbert fait un gâteau (Coll Lutin poche, 1997)
- Norbert et le père Noël (1999)

En collaboration avec Alexis Lecaye
- Fennec et le père Noël (Coll. pickpocket, 1995)
- Le tournevis mystérieux (Coll. pickpocket, 1993)
- La voiture de pompiers bleue (Coll. Folio benjamin, 1996)
- Gare à Gary le loup (Coll. Pickpocket, 1993)
- Georges-Gros-Dos a disparu (Coll. pickpocket, 1995)
- Kennef le chef de tout (Coll. pickpocket, 1995)
- Où est passée Priss la poupée ? (Coll. pickpocket, 1995)

## Autres ouvrages dont il est l'illustrateur
- Le Pré sans fleurs, ni couleurs de Laurence Gillot (Bayard jeunesse, Coll Belles Histoires, 2001)
- La série des Kiko, de Grégoire Solotareff chez Gallimard jeunesse.
- Olaf et Marjorie de Charlotte Trench et de Grégoire Solotareff (L'École des Loisirs, 1991)

## Filmographie
- 2017 : Drôles de petites bêtes (long métrage d'animation)
- 2019 : Apollon le grillon et les drôles de petites bêtes (série animée)